# Goniometer

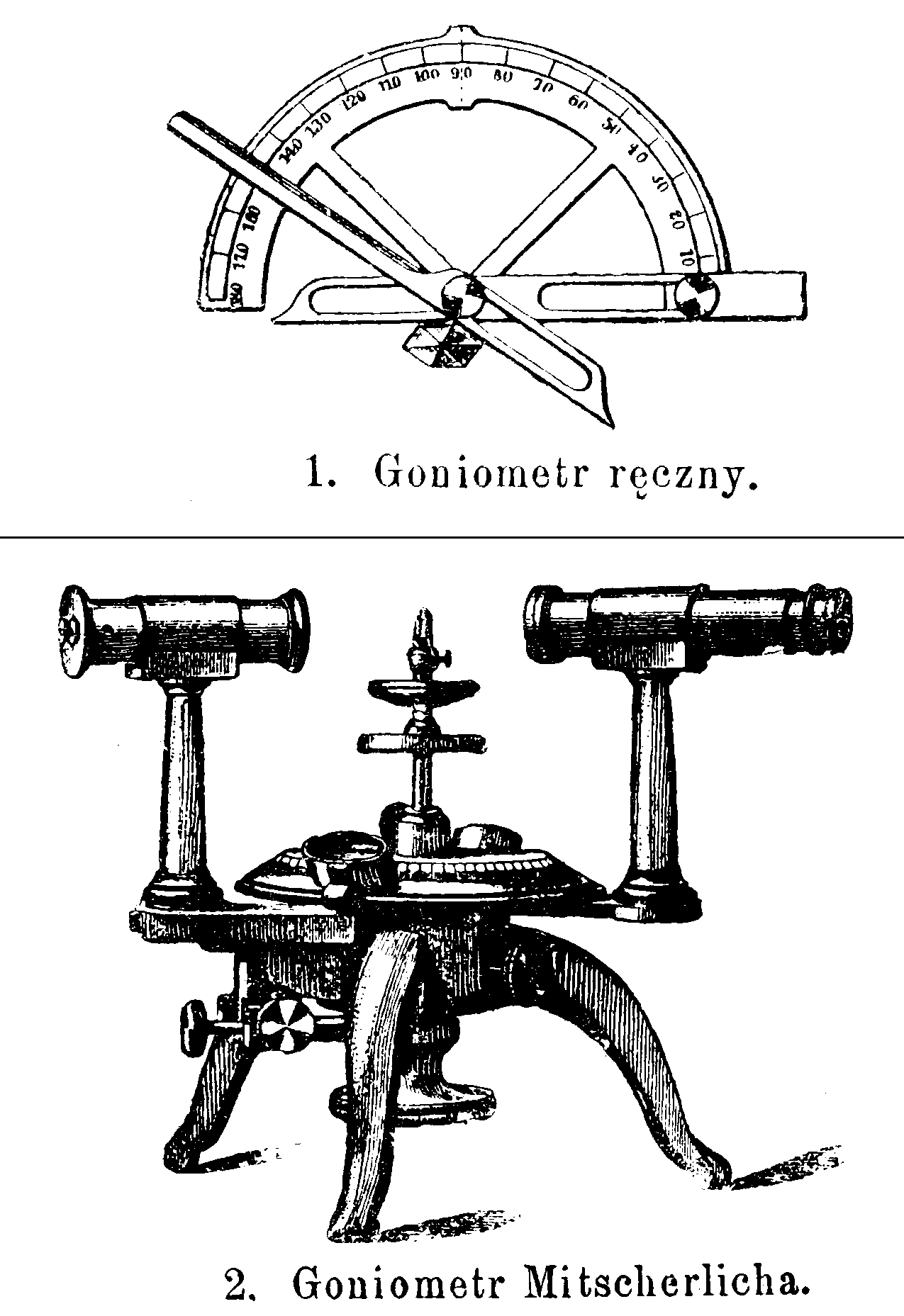
Tekening uit ca. 1900 met daarop 2 soorten goniometers.

Een goniometer (uit Oudgrieks: gonia (γωνία), hoek en metrein (μετρεῖν), meten) is in het algemeen een meetinstrument dat wordt gebruikt voor de nauwkeurige bepaling van hoeken, meestal door middel van reflectie van lichtstraling. Een dergelijk instrument wordt in het bijzonder aangewend voor het meten van hoeken tussen kristalvlakken. Die zijn bij verschillende kristallen van één soort mineraal kenmerkend voor dit mineraal. Bovendien kan men hiermee de kristalklasse en het kristalstelsel bepalen.
De goniometer wordt ook gebruikt voor het bepalen van de brekingsindex (n) van een bepaalde kristal- of glassoort. Hiervoor wordt een evenwijdige lichtbundel door een prisma (vervaardigd uit het te onderzoeken materiaal) gestuurd. Er worden een bepaalde prismahoek α en de hoek van de minimumdeviatie d gemeten. De brekingsindex wordt dan gegeven door volgende formule:
{\displaystyle n={\frac {\sin({\frac {\alpha +d}{2}})}{\sin({\frac {\alpha }{2}})}}}

## Soorten
Men onderscheidt twee soorten goniometers: de aanleggoniometer of contactgoniometer en de reflectiegoniometer. De eerste werd uitgevonden door Arnould Carangeot in 1770. Die bestaat uit een gradenboog met in het centrum een scharnier waaromheen een losse poot kan draaien, zodat aan een niet al te klein kristal direct een hoek tussen twee vlakken gemeten kan worden door de rechte kant van de gradenboog tegen het ene en de staaf tegen het andere kristalvlak te leggen. Accuratere metingen (tot op ± 1' nauwkeurig) kunnen worden bereikt met de reflectiegoniometer (uitgevonden door William Hyde Wollaston in 1809), die oorspronkelijk met één, later met twee onderling loodrechte draaiassen werd uitgevoerd. Een reflectiegoniometer met 2 draaiassen wordt ook wel theodolietgoniometer genoemd.